# Minamoto no Mitsunaka
Minamoto no Mitsunaka (源 満仲), förmodligen född 29 april 912, död 6 oktober 997, var son till Minamoto no Tsunemoto, var samuraj och  tjänsteman i Japan under Heian-perioden. Mitsunaka tillhörde Seiwa Genji-linjen av Minamoto-klanen. Seiwa Genji-linjen härleds tillbaka till kejsare Seiwa.
Mitsunaka tjänade lojalt ett antal Fujiwara-regenter, med Fujiwara no Morotada som den förste.
Senare kom Mitsunaka att hjälpa Fujiwara no Kaneie att få kejsaren Kazan (花山天皇), som regerade 984 -986, att bli buddhistmunk och abdikera till förmån för Fujiwaras sjuårige sonson.
Mitsunakas samröre med Fujiwara gjorde honom till en av de rikaste och mest inflytelserika hovmännen av sin tid.  Han tjänade som guvernör (kokushi) i tio provinser, med säte i Settsu-provinsen. Vidare ärvde Mitsunaka titeln som Chinjufu-shogun, (Befälhavare för Norra Försvaret).
Vänskapsbandet mellan Fujiwara och Seiwa Genji-linjen bestod I mer än tvåhundra år efter Mitsunakas död. Seiwa Genjis kom att kallas “Fujiwaras tänder och klor”.
Mitsunaka gifte sig med dottern till Minamoto no Suguru från Saga Genji-linjen av Minamoto-klanen.
Han blev far till tre söner: Minamoto no Yorimitsu (som blev legendarisk), Minamoto no Yorinobu och Minamoto no Yorichika.
På äldre dagar drog sig Misunaka tillbaka till Tada, en stad i Settsu-provinsen. Det har gett honom smeknamnet Tada Manjū. (Manjū är det kinesiska sättet att läsa tecknen för "Mitsunaka").